# Trelde-Østerby
Trelde-Østerby – miasto w Danii, w regionie Dania Południowa, w gminie Fredericia.